# Waiting for Michelangelo
Waiting for Michelangelo è un film del 1996 diretto da Curt Truninger.
La pellicola è stata sceneggiata da Margrit Ritzman in collaborazione con il regista Truninger che l'ha anche prodotta con John R.Bradshaw.

## Trama
Kelly, giornalista televisiva e donna in carriera, afferma di non aver bisogno di un uomo nella sua vita ma si trova suo malgrado coinvolta in un triangolo amoroso.
Ketty parte con Jonathan, un amico aspirante scrittore e divorziato, per la Svizzera per intervistare alcuni degli scapoli Europei migliori, in cerca del migliore fra loro, di couli che possiede le caratteristiche ed il fascino della scultura del David. Kelly incontra quindi Thomas e con lui passa uno splendido pomeriggio ma alla sera ogni ulteriore proseguito svanisce perché Kelly fa ritorno a Toronto. Pochi giorni dopo Kelly ha la piacevole sorpresa dell'arrivo di Thomas e con lui passa tre giorni idilliaci e Thomas le comunica che sta spostando parte dei suoi affari lì a Toronto. Thomas affitta uno studio ma deve fare ritorno in  Europa. Una serie di incomprensioni risulta fatale e Kelly, con il cuore spezzato, si vendica rifugiandosi tra le braccia di Jonathan.
Quando Thomas fa ritorno, come lei aveva sempre sperato, rivendica e cerca in tutti i modi di riprendere la loro relazione. Kelly si trova quindi ad affrontare il dilemma della scelta.